# Нагуляк, Антон Сергеевич
Антон Сергеевич Нагуляк (род. 20 сентября 1985 года) — российский игрок в хоккей с мячом, полузащитник казанского «Динамо».

## Карьера
В 7 лет начал заниматься хоккеем с мячом в красноярской школе «Металлург». Выступал на региональных соревнованиях, а в 2002 году вслед за тренером уехал в братский «Металлург». В 2003 году перешел в «Енисей».
В 2004 году стал чемпионом мира среди юниоров. В финале сборная России под руководством Виталия Ануфриенко победила шведов.
20 июля 2016 года перешел в «Динамо».
Жена Юлия. Дочь Мария, сын Александр.

## Достижения
- Чемпион России: 2013/14, 2014/15, 2015/16.
- Бронзовый призёр чемпионата России: 2009/10, 2011/12, 2012/13.
- Обладатель Кубка мира: 2011.
- Обладатель Кубка Катринехольма: 2003.
- Обладатель EntosCup: 2004.
- Чемпион мира среди юниоров: 2004.

- Антон Нагуляк на сайте ФХМР
- Антон Нагуляк на сайте КХМ «Енисей»
- https://realnoevremya.ru/articles/54739-intervyyu-s-hokkeistom-dinamo-kazany-antonom-nagulyakom